# Yarra

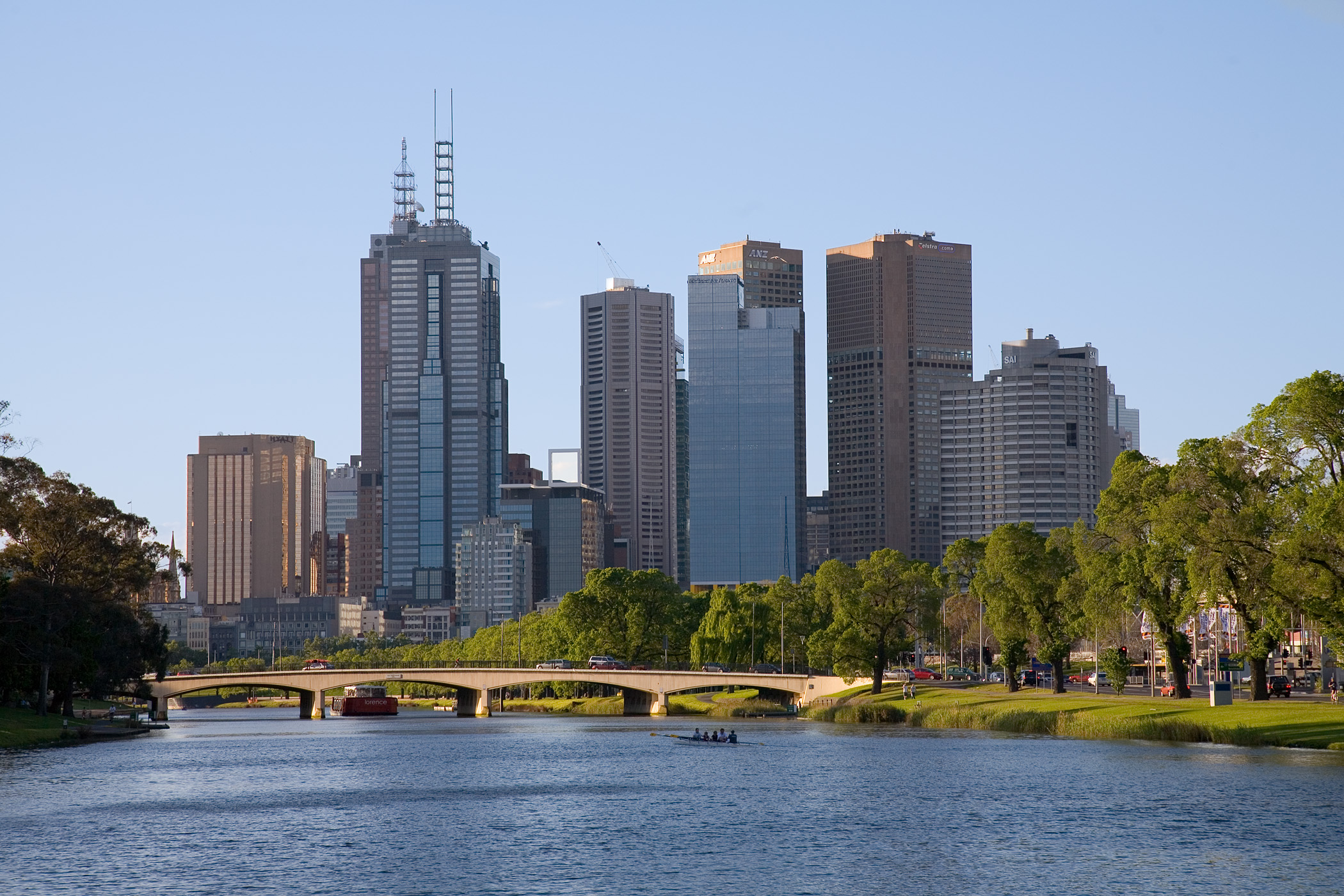
Melbourne widziane z rzeki Yarra z kierunku południowo-wschodniego

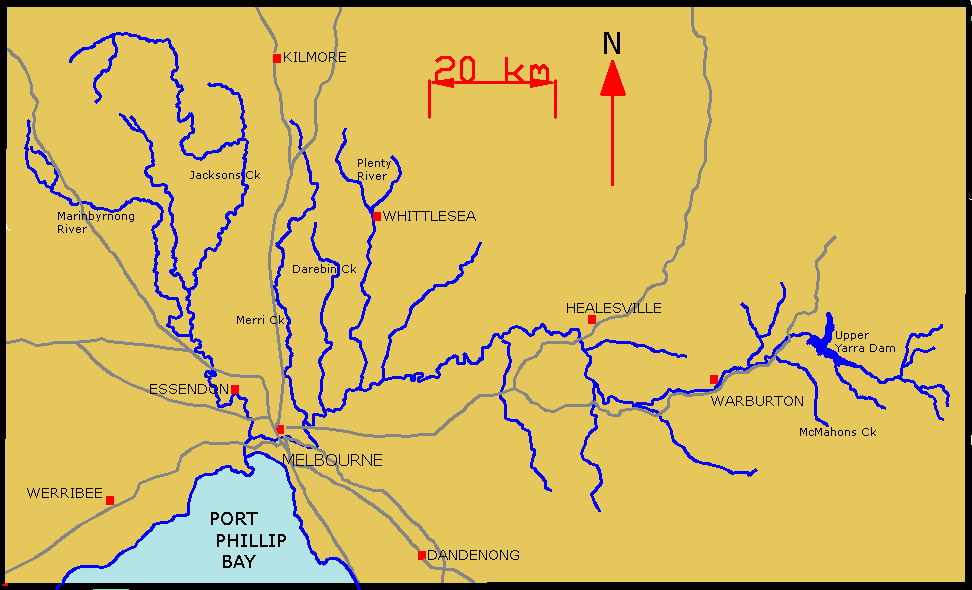
Mapa dorzecza Yarry

Yarra – rzeka w południowej części stanu Wiktoria w Australii. Pierwotna nazwa rzeki nadana przez Aborygenów brzmiała Birrarung.
Rzeka ma swoje źródło w górach Yarra (ang. Yarra Ranges), a w dolnym biegu rzeka płynie przez centralną część miasta Melbourne i uchodzi do zatoki Port Phillip. Rzeka Yarra ma około 242 km długości. Jest najbardziej na zachód położoną rzeką w Australii zasilaną wodami z topniejącego śniegu.